# قصة حب (رواية)
قصة حب  رواية للكاتب الدكتور يوسف إدريس صدرت عن دار نهضة مصر عام 1957، وتدور أحداثها في القاهرة، يناير 1952، عندما تمر مصر بنقطة حرجة في تاريخها الحديث، وتكافح للتخلص من نير الاحتلال البريطاني الذي دام سبعين عامًا وحلفائه الملكيين الفاسدين. بطل الرواية هو حمزة الشاب الراديكالي الملتزم، وهدفه بناء لواء مسلح سري للنضال من أجل الحرية والاستقلال واحترام الذات الوطنية.
ترجمت الرواية تحت عنوان «مدينة الحب والرماد City of love and ashes» وصدرت عن مطابع الجامعة الأمريكية بالقاهرة في حوالي 175 صفحة عام 1999.

## ملخص الرواية
تقع أحداث رواية «قصة حب» في القاهرة في أوائل عام 1952، بعد أن تركزت القوات البريطانية عام 1947 في منطقة السويس. أسفر هجوم شنته القوات البريطانية في 25 يناير 1952 على مركز للشرطة المصرية عن سقوط عدد كبير من الضحايا المصريين.
      الشخصية الرئيسية في الرواية هي «حمزة»، الفدائي، المناضل ضد الوجود البريطاني، وهو مقتنعاً تماماً بأنه لا يمكن حدوث أي تغيير حتى استئناف معركة القناة. على الرغم من ظروف حمزة المتواضعة للغاية، حيث كان والده عاملًا في السكك الحديدية، فقد أبلى بلاءً حسنًا في المدرسة وأصبح كيميائيًا في مصنع حرير، ولكنه لم يستطع الابتعاد عن النشاط السياسي، وقام بطباعة منشورات ثورية براتبه الأول. خاض حمزة مواجهات مع السلطات، وأمضى سنوات في الاعتقال والمراقبة والاحتجاز والتحقيق. بدأت الحكومة تتخذ إجراءات صارمة، ولم يكن أمام حمزة خيار سوى محاولة الاختباء حيث أن الغرفة التي يعيش فيها معروفة لرجال الشرطة. استقبله صديقه المحامي بدير على مضض، وهو أثناء وجوده عند بدير لا يجد وسيلة للاتصال بالآخرين من مجموعته السياسية إلا المعلمة فوزية، التي تعرّف عليها مؤخرًا والتي قدمت نفسها على أنها مكرسة تمامًا للقضية الوطنية أيضًا. كان من الضروري نقل مخزون الديناميت الخاص بالمجموعة ولا يجد حمزة سوى فوزية لهذه المهمة. يشعر حمزة بعدم الاستقرار عندما يجد أن لديه مشاعر ليست ثورية أو مهنية للمعلمة فوزية، ويجد نفسه غير متأكد من كيفية التعامل مع هذه المشاعر التي تتصاعد. يرفض بدير وجود حمزة ويطرده من بيته، ويلجأ حمزة إلى مساعدة فوزية. يغامر حمزة بالتحرك لمقابلة جهة الإتصال بمجموعته، وتكتشف الشرطة تحركاته.

## الرواية على الشاشة
تحولت رواية «قصة حب» إلى فيلم سينمائي تحت عنوان «لا وقت للحب» قام بإخراجه صلاح أبو سيف وقام الدكتور يوسف إدريس بكتابة الحوار وكتب السيناريو المؤلف الفرنسي لوسيان لمبير. صدر الفيلم إلى دور العرض المصرية في 25 مارس 1963. ويرى الناقد السينمائي محمود قاسم أن الرواية المكتوبة تفوقت على الفيلم حيث كتب: "تتمتع كتابات يوسف إدريس بمواقف وأفكار تثير الجدل مع مر الزمن، والأفلام التي أخذت عن أعماله خير دليل على هذا الأمر، والغريب أن أعظم أعمال الكاتب لم تتحول بعد إلى السينما أو الدراما التلفيزيونية، كما أن بعضها الآخر كان ضعيفا على الشاشة، قياسا على قوته في عالم الكتابة، والمقصود بهذا أفلام مثل "على ورق سوليفان" لحسين كمال، و"العيب" لجلال الشرقاوى، و"لا وقت للحب«لصلاح أبوسيف».

## نقد وتعليقات
كتب إم إيه أورثوفر، في 18 فبراير 2016: «عمل غريب - ولكن ليس بدون خصائصه، ومن بينها، خلود معين: الكتاب نُشر قبل أكثر من نصف قرن من الربيع العربي، ويبدو الكثير منه معاصرًا تقريبًا، لا سيما في وصفه للربيع العربي. المناخ والمواقف القاهرية ضد النفوذ الإمبريالي والسلطات المحلية. من المؤكد أنه معيب، من نواحٍ عديدة، ولكنه يظل عملاً ممتعًا ولا يُنسى بشكل مدهش».

## وصلات خارجية
https://www.goodreads.com/ar/book/show/6164020 قصة حب (رواية)
https://aucpress.com/product/city-of-love-and-ashes/ نسخة محفوظة 30 ديسمبر 2021 على موقع واي باك مشين. قصة حب (رواية)
https://www.imdb.com/title/tt0370863/?ref_=nm_flmg_dr_16 قصة حب (رواية)